# Adrian Smith (basket-ball)
Pour les articles homonymes, voir Smith et Adrian Smith (homonymie).
Adrian Smith est né le 5 octobre 1936 à Farmington, Kentucky est un joueur américain de basket-ball. Il fut un membre de l'équipe américaine qui remporta la médaille d'or lors des Jeux olympiques d'été de 1960.

## Biographie
Meneur d'1,80 m, Adrian Smith fut sélectionné à sa sortie de l'Université du Kentucky par les Royals de Cincinnati en 1961. 
Le sommet de sa carrière se situe en 1966 et sa surprenante élection au titre de MVP du NBA All-Star Game où il inscrivit 24 points en 26 minutes de jeu (bien aidé par son coéquipier Oscar Robertson). 
Il termina aussi lors de cette saison-là, joueur le plus adroit de la ligue aux lancers-francs avec 90,3 % lors de la saison NBA 1966-1967. En 1969, Smith fut transféré par les Royals aux Warriors de San Francisco. 
La carrière NBA de Smith se termina à la fin de la saison NBA 1970-1971, après laquelle il joua encore une saison en American Basketball Association avec les Squires de la Virginie.

## Palmarès
- NBA All-Star (1966)
- MVP du NBA All-Star Game 1966
- NCAA champion (1958)